# J. M. E. McTaggart
John McTaggart Ellis McTaggart, znan tudi kot John McTaggart ali J. M. E. McTaggart, angleški filozof, smer britanski idealizem. 
Večino svojega življenja je delal kot predavatelj filozofije na Trinity collegu v Cambridge-u. Bil je zagovornik filozofskih idej filozofa Georgea Wilhelma Friedricha Hegla in velja za enega izmed najbolj znanih britanskih idealistov. 

## Življenje
J. M. E. McTaggart je bil rojen 3. septembra leta 1866 v Londonu očetu Francisu ter materi Ellen Ellis. Ime Mctaggart Ellis je dobil po materinem starem stricu. McTaggart se je najprej šolal v Bristolu, kjer je obiskoval Clifton College, nato pa se je leta 1885 prepisal na Trinity College v Cambridgeu. Pri predmentu moralne znanosti v okviru dodiplomskegha študija sta ga poučevala Henry Sidgwick in James Ward, oba znana filozofa. Potem ko je edini študent tiste generacije častno zaključil predmet moralne znanosti je bil izbran za pridobitev štipendije zaradi raziskave o Heglovi Logiki iz katere je tudi promoviral. Bil je tudi predsednik debatnega kluba in član elitne študentske bratoviščine Cambridge Apostels. Leta 1897 je bil imenovan za učitelja filozofije in na tej poziciji ostal vse do svoje upokojitve 1923 (čeprav je še po njej poučeval vse do smrti). Maja 1902 je od univerze prejel diplomo Litterarum doctor (D.Litt). McTaggart je bil v svoji mladosti precej radikalen, nato pa postajal vse bolj konservativen. Vplival je na izgon filozofa in matematika Bertranda Russella, ki je zagovarjal pacifizem med prvo svetovno vojno, s Trinity-ja, čeprav mu je bil pred vojno naklonjen. Bil je velik človek nasprotij: kljub konservativnosti je zagovarjal sprejetje volilne pravice žensk in čeprav je bil ateist, je verjel v nesmrtnost ljudi in zagovarjal anglikanstvo|Angleško cerkev]]. Veljal je za šarmantnega in vedoželjnega, zanimal se je za veliko več kot le filozofijo. Znan je bil po svojem znanju o angleških romanih in biografijah 18.stoletja, bil pa je tudi član Britanske akademije.  
Leta 1899 se je na Novi Zelandiji poročil z Margaret Elizabeth Bird, ki jo je spoznal ob obisku svoje matere. 
Umrl je v Londonu 18. januarja leta 1925.

## Heglijanstvo
McTaggartova zgodnja dela so bila namenjena kritiki Heglovih metafizičnih metod in zaključkov. Njegovo prvo objavljeno delo Študije Heglove dialektike (Studies in Hegelian dialectic, 1896), razširjena verzija dizertacija s Trinityja, se je osredotočalo na dialektično metodo Heglove logike. Njegovo drugo delo, Študije Heglove kozmologije (Studies in Hegelian Cosmology, 1901), je usmerjeno bolj v kritiko doprinosa Heglovih idej, zasnovanih tako s strani Hegla, kot novoheglijancev, na področju etike, politike in religije. V tej knjigi se pojavijo tudi številne značilne doktrine, npr. njegovo prepričanje v človeško nesmrtnost. Njegova zadnja knjiga, ki govori specifično o Heglu je bila Komentar k Heglovi Logiki (A Comentary on Hegel's Logic, 1910), v kateri je poskušal razložiti in braniti argument Logike.
Čeprav je zagovarjal dialektično metodo in imel podoben pogled na stvari kot Hegel, je bil do njegovih idej tudi kritičen, ni pa se popolnoma strinjal niti z novoheglijanci, predvsem ostalimi britanskimi idealisti. Bil je mišljenja, da je bilo veliko Heglovih in heglijanskih argumentov napačnih, prav tako pa tudi njegovo abstraktno mišljenje. Tudi njegovi filozofski zaključki so se močno razlikovali od filozofskih zaključkov britanskih idealistov. Po svojih filozofskih prednikih je podedoval osrednje prepričanje v zmožnost deduktivnega mišljenja razumeti idejo končneresničnosti. Njegova kasnejša dela so poskus prikaza koncepta Absoluta. 
Medtem ko je McTaggard s svojo verzijo heglijanstva dominiral na Cambridgeu, je na Oxfordu imel primat F. H. Bradley.

## Nerealnost časa
V svojem najbolj znanem delu, Nerealnost časa (Unreality of Time, 1908), McTaggart pove, da je naša predstava časa le iluzija in da je čas kot tak le ideal. Predstavil je področje A-serije in B-serije interpretacije časa, ki predstavljata dva različna načina razporeditve dogodkov v časa. A-serija je povezana z vsakdanjo preteklostjo, sedanjostjo in prihodnostjo. To je serija, kjer stvari potekajo od daljne preteklosti skozi bližnjo preteklost v sedanjost in nato iz sedanjosti v bližnjo prihodnost in daljno prihodnost. To je v nasprotju z B-serijo, kjer so dogodki razporejeni v primerjalne odnose, razvrščeni od "bolj zgodaj kot" do "kasneje kot". Zato A-serija predstavlja dogodke v času v premikajočem odnosu (iz prihodnosti do sedanjosti v preteklost) do trenutno se premikajočega opazovalca, medtem ko B-serija predstavlja časovne dogodke kot nepremične, fiksne, glede na druge dogodke.
McTaggart je trdil, da je A-serija ključen sestavni del vsake teorije časa, ker je to tudi edina serija, kjer se spremembe dogajajo, a da je tudi ta teorija samo nasprotujoča, tako da iz tega sledi, da je naša predstava časa nenazadnje le nejasna iluzija. Zakaj je A-serija potrebna? Prvi in daljši argument je njegov pritrdilen odgovor na vprašanje "Ali je za resničnost časa ključno, da so dogodki v njem razvrščeni v A in B-serijo?". McTaggart argumentira, da če dogodki niso urejeni tako v A kot B-seriji, potem ne moremo reči, da se stvari spreminjajo. Njegov glavni argument se vrti okrog smrti kraljice Anne Stuart (†1714). Dogodek je smrt, ima določene vzroke in posledice, je kasnejša od smrti kraljice [[Elizabeta I. Angleška|Elizabete I.] a nič od tega se s časom ne spremeni. Spremeni se le v enem pogledu. V knjigi je zapisal: "Začelo se je kot dogodek prihodnosti. Z vsakim trenutkom je postajal vse bližnja prihodnost, dokler ni postal sedanjost. Nato je postal preteklost in vedno bo, čeprav z vsakim trenutkom postaja bolj in bolj oddaljena preteklost. Zato pridemo do zaključka, da je vsa sprememba le sprememba v karakteristiki posredovani dogodkom z njihovo prisotnostjo v A-seriji." Kljub njegovi mogočnosti in originalnosti je ta del argumenta, zgodovinsko, prejel manj pozornosti, kot drugi del.
Kar je največkrat predstavljeno kot McTaggartov poskus nejasnosti A-serije , se pojavi v originalnem zapisu le kot manjši del širšega argumenta za ta zaključek, a je lahko razširjen na splošno. Glede na argument je protislovje v dojemanju našega časa, da vsi dogodki ponazarjajo vse tri stopnje A-serije - preteklost, sedanjost, prihodnost. Logičen odziv na ponazarjanje vseh treh stanj na določenih točkah je, da noben dogodek ne ponazarja vseh treh stanj naenkrat, noben dogodek ni preteklost, sedanjost in prihodnost. Posamezen dogodek je sedanjost, je bila prihodnost, bo preteklost in tu ni protislovij.
McTaggartov vpogled pravi, da bo to spoznanje spodbudilo začaran krog ali regres v neskončnost. Po eni strani, je odziv odvisen od smiselnosti A-serije. Za razlikovanje stanj "biti v sedanjosti", "bilo v prihodnosti" in "bo v preteklosti" je potrebno pojmovanje časa, razdeljenega na prihodnost, preteklost in sedanjost, in zato pojmovanje A-serije. »A-serija mora biti predpostavljena, če jo želimo upoštevati kot A-serijo. To je nedvomno začaran krog. »
Enak problem je lahko predstavljen kot neskončen začaran krog serij. Nekdo lahko interpretira zgornji odziv kot "konstruiranje druge A-serije, znotraj katere se prva poruši, na enak način kot se porušijo vsi dogodki znotraj prve". A četudi je ideja druge A-serije, znotraj katere se prva poruši, smiselna , bo soočena z enakim protislovjem. Zaradi tega moramo konstruirati tretjo A-serijo, znotraj katere bo porušena druga. A zaradi tretje, je potrebna tudi konstrukcija četrte A-serije in tako naprej do neskončnosti. V vsaki novi seriji bo prisotno isto protislovje; kolikor koli novih serij konstruiramo, bo vsaka nova serija brez prihodnje protislovna. Zato lahko zaključimo, da je A-serija protislovna, zatorej ne obstaja.

## McTaggard in Russell
McTaggart v svojem delu Nerealnost časa predstavlja argument, ki ga je zasnoval Russell, a se ne strinjata popolnoma. Russell pravi, da McTaggart išče spremembo na napačnem mestu, saj se po njegovem mnenju sprememba nahaja v predmetih in ne v dogodkih, kot trdi McTaggart. Russell to utemelji tudi s primerom enkrat vroče in drugič hladne grebljice (pripomoček za kamin). Pravi, da se je sprememba zgodila v grebljici sami, medtem ko sta oba dogodka statična. McTaggart se strinja, da ta primer pokaže spremembo, a ga ovrže, saj pravi, da temelji na tem, da čas obstaja. Russellov pogled ne dovoljuje obstoja A-serije, ki je bila omenjena prej, medtem ko McTaggart meni, da je slednja ključna za čas.  McTaggart zavrže tudi Russellovo razmišljanje o spremembi, ki pravi, da se nekaj spremeni, samo, če je izjava, povezana s predmetom najprej pravilna in kasneje napačna. 
Bertrand Russell, čigar zgodnje delo je bilo sprva pod vplivom McTaggarta, pravi, da je bil McTaggart izjemno sramežljiv. V svoji avtobiografiji je napisal: »… McTaggart je bil še bolj sramežljiv kot sem jaz. Nekega dne sem zaslišal trkanje po vratih... Zelo nežno trkanje. Rekel sem, naj vstopi, ampak se ni nič zgodilo, zato sem rekel, naj vstopi še enkrat, glasneje. Vrata so se odprla in videl sem McTaggarta, ki je stal na predpražniku. Bil je predsednik zveze in bil sem navdihnjen ter v strahospoštovanju, zaradi njegovega metafizičnega slovesa, a je bil preveč sramežljiv, da bi vstopil in jaz sem bil preveč sramežljiv, da bi ga prosil, naj vstopi. Ne spomnim se, koliko časa je to trajalo, ampak na koncu je bil nekako v moji sobi.«

## Narava obstajanja
V svojem poznem delu Narava obstajanja (The Nature of Existence, 1921, 1927 je McTaggart razvil svoj, originalen metafizični sistem. Najbolj znan element je njegov zagovor dela Neresničnost časa, a njegov sistem je vseboval veliko več kot le to. V delu je zagovarjal heglijanski pogled na stvarnost z modernimi vplivi. McTaggart je prišel do zaključka, da je svet sestavljen le iz duš, vsaka duša pa je z drugimi povezana z ljubeznijo. Medtem ko je bil proti personalizmu in zanikal absolutno (s tem je utemeljil svoj ateizem), je bila McTaggartova filozofija v osnovi optimistična. Verjel je, da je vsaka duša (te se poistovetijo z ljudmi) nesmrtna, zagovarjal je idejo reinkarnacije. Verjel je, da smo vsi neuničljivi in obstajamo že od vedno. Narava obstajanja se sklicuje tudi na McTaggartovo zanikanje obstoja časa. Kljub mističnem zvenu njegovih zaključkov, je filozofska metoda v tem delu daleč od mističnega. Do zaključkov je prišel z natančno analizo ključnih sestavnih delov vsakega metafizičnega sistema (knjiga ena), ki mu sledi prikrit dokaz, da le njegov sistem vsebuje te sestavne dele (knjiga dve). Logična doslednost sistema je jasno vidna v njegovem znanem poskusu dokaza v Nerealnosti časa.

## Dela

### Knjige
- 1896 Študije Heglove dialektike (Studies in the Hegelian Dialectic), Cambridge University Press.
- 1901 Študije Heglove kozmologije (Studies in Hegelian Cosmology), Cambridge University Press, revised second edition 1918.
- 1906 Nekaj dogem o religiji (Some Dogmas of Religion), London: Arnold.
- 1910 Komentar k Heglovi Logiki (A Commentary on Hegel's 'Logic'=, Cambridge University Press.
- 1916 Človeška nesmrtnost in predobstoj (Human Immortality and Pre-existence), London: Arnold.
- 1921-1927 Narava obstajanja: v dveh delih (The Nature of Existence: in two volumes), Cambridge University Press: Volume 1 1921; Volume 2 1927.
- 1934 Filozofske študije (Philosophical studies). London: Arnold.

### Članki
- 1890, The further determination of the Absolute
- 1892, "The Changes of Method in Hegel's Dialectic", Mind 1, pp. 56–71 & 188–205.
- 1895, "The Necessity of Dogma", International Journal of Ethics 5, pp. 147–16.
- 1896, "Hegel's Theory of Punishment", International Journal of Ethics 6, pp. 479–502.
- 1897, "Hegel's Treatment of the Categories of the Subjective Notion", Mind 7, pp. 164–181 & 342–358
- 1897, "The Conception of Society as an Organism", International Journal of Ethics 7, pp. 414–434. 1900, "Hegel's Treatment of the Categories of the Idea", Mind 9, pp. 145–183.
- 1904, "Human Pre-Existence", International Journal of Ethics, pp. 83–95.
- 1902, "Hegel's Treatment of the Categories of Quality", Mind 11, pp. 503–526.
- 1903, "Some Considerations Relating to Human Immortality", International Journal of Ethics 13, pp. 152–171.
- 1904, "Hegel's Treatment of the Categories of Quality", Mind 13, pp. 180–203.
- 1908, "The Unreality of Time", Mind 17, pp. 457–474.
- 1908, "The Individualism of Value", International Journal of Ethics 18, pp. 433–445.
- 1909, "The Relation of Time and Eternity", Mind 18, pp. 343–362.
- 1915, "The Meaning of Causality", Mind 24, pp. 326–344.
- 1923, "Propositions Applicable to Themselves", Mind 32, pp. 462–464.

### Prevedeno v slovenščino
- Nerealnost časa / John M. E. McTaggart ; prevedel Sašo Dolenc, članek v Analiza: časopis za kritično misel, Letn. 2, št. 2/3 (1998), str. 33-39